# HIStory on Film, Volume II
HIStory on Film, Volume II es una colección de vídeos musicales de Michael Jackson. Lanzado inicialmente por Buena Vista Home Video en VHS, en 1997, y luego en DVD el 2002.

## Lista de canciones
Nota: El video remix es exclusivo de la versión en DVD. Las originales de VHS y VCD contienen un video para el "MJ Megaremix" de 1995 en su lugar, una de las cosas llamativas en este DVD es que está grabado de los dos lados como si fuera un LP.

### DVD Uno
1. Programme Start
2. HIStory Teaser Trailer
3. "Billie Jean" (Motown 25: Yesterday, Today and Forever)
4. "Beat It"
5. "Liberian Girl"
6. "Smooth Criminal"
7. 1995 MTV Video Music Awards Performance
  - "Don't Stop 'til You Get Enough" / "The Way You Make Me Feel" / "Scream" / "Beat It" / "Black or White" / "Billie Jean"
  - "Dangerous"/"Smooth Criminal"/"Dangerous"
  - "You Are Not Alone"
8. "Thriller"

### DVD Dos
1. "Scream" (Dúo vocal con Michael Jackson y Janet Jackson)
2. "Childhood" (Tema de "Free Willy 2")
3. "You Are Not Alone"
4. "Earth Song"
5. "They Don't Care About Us"
6. "Stranger in Moscow"
7. "MJ Megaremix" (únicamente en el VHS)
  - "Rock With You" / "Remember the Time" / "Don't Stop 'til You Get Enough" / "Billie Jean" / " Wanna Be Startin’ Somethin’" / "Black or White" / "Thriller"
8. "Blood on the Dance Floor" (Refugee Camp Mix)
9. Brace Yourself

## Certificaciones
| País          | Certificación | Ventas     |
| ------------- | ------------- | ---------- |
| Alemania      | Platinum      | 25,000     |
| Australia     | 7x Platinum   | 105,000    |
| Brasil        | Gold          | 25,000     |
| España        | Gold          | 111,000    |
| México        | Gold          | 15,000     |
| Nueva Zelanda | Gold          | 2,500      |
| USA           | 6x Platinum   | 10,600,000 |